# Lanthanosuchidae
De Lanthanosuchidae zijn een familie van uitgestorven procolophonomorfe parareptielen. Ze leefden uitsluitend in het Laat-Perm (ongeveer 268–255 miljoen jaar geleden). Hun fossiele resten zijn alleen in Rusland gevonden.

## Beschrijving
Deze dieren hadden een vreemde, extreem afgeplatte, brede en korte schedel. De kop was zeer groot ten opzichte van het lichaam als geheel. Het bovenvlak van de schedel was bedekt met een aanzienlijk aantal richels en kuiltjes, in een patroon van vierkanten. De punt van het uitsteeksel op het achterhoofd, de processus paroccipitalis is naar boven en binnen verbreed en vergroeid met het wandbeen en het supraoccipitale. Het onderste slaapvenster vormt een enorme rechthoekige opening. De fenestra posttemporalis is gereduceerd tot een horizontale spleet. De oogkas heeft een sleutelgatvormig profiel met een traanbeen dat uit de voorrand uitsteekt. De gewrichtsknobbel van het quadratum heeft twee facetten, een buitenste dat zijwaarts staat en een binnenste dat naar beneden gericht is. De tanden op de kaakranden zijn haakvormig en naar binnen gekromd. Het hele verhemelte wordt bedekt door talrijke rijen kleine denticula.
Het lichaam was nogal langwerpig en ook afgeplat, en kon meer dan een meter lang zijn. Het uiterlijk van deze dieren deed opmerkelijk denken aan dat van de talrijke amfibieën uit die periode (Temnospondyli) die de rivieren en meren van een groot deel van de wereld bewoonden.

## Classificatie
De affiniteiten van de lantanosuchiden zijn niet duidelijk en onderwerp van een lang debat. Sommigen hebben ze gezien als seymouriamorpfen (een groep basale reptielen) vanwege de talrijke reliëfs en kuiltjes op de schedel; andere deskundigen geloven dat de lanthanosuchidae gerelateerd kunnen zijn aan de diadectomorfen, een andere groep dieren met intermediaire kenmerken tussen amfibieën en reptielen. Een andere hypothese, momenteel de meest populaire, beschouwt ze als echte archaïsche reptielen, toegeschreven aan de groep anapsiden; als dat zo is, vertegenwoordigen de lantanosuchidae een van de meer gespecialiseerde takken van deze groep. Er wordt verondersteld dat er nauwe verwantschappen zijn met Acleistorhinus, die momenteel wordt beschouwd als de oudste anapside.

## Paleobiologie
Het is moeilijk om de levensstijl van deze dieren te begrijpen; in het verleden werd aangenomen dat het semi-aquatische wezens waren, omdat over het algemeen een brede en platte schedel overeenkomt met deze levensstijl. Recente studies hebben deze theorie echter weerlegd, en de Lanthanosuchidae kunnen net zo goed volledig landbewonende dieren zijn geweest.